# Ida Grove (Iowa)
Ida Grove es una ciudad ubicada en el condado de Ida en el estado estadounidense de Iowa. En el Censo de 2010 tenía una población de 2142 habitantes y una densidad poblacional de 391,4 personas por km².

## Geografía
Ida Grove se encuentra ubicada en las coordenadas 42°20′39″N 95°28′24″O / 42.34417, -95.47333. Según la Oficina del Censo de los Estados Unidos, Ida Grove tiene una superficie total de 5.47 km², de la cual 5.45 km² corresponden a tierra firme y (0.43%) 0.02 km² es agua.

## Demografía
Según el censo de 2010, había 2142 personas residiendo en Ida Grove. La densidad de población era de 391,4 hab./km². De los 2142 habitantes, Ida Grove estaba compuesto por el 98.18% blancos, el 0.28% eran afroamericanos, el 0.19% eran amerindios, el 0.14% eran asiáticos, el 0.05% eran isleños del Pacífico, el 0.51% eran de otras razas y el 0.65% pertenecían a dos o más razas. Del total de la población el 0.84% eran hispanos o latinos de cualquier raza.